# 舍莫戈德斯科耶农村居民点
舍莫戈德斯科耶农村居民点（俄语：Сельское поселение Шемогодское）是俄罗斯联邦沃洛格达州大乌斯秋格区所属的一个农村居民点。其下辖有30个居民点，行政中心为阿里斯托沃。据2015年统计，该农村居民点的人口为522人。